# 존 핸콕 센터
노스미시간 애비뉴 875번지(영어: 875 North Michigan Avenue), 구칭 존 핸콕 센터(영어: John Hancock Center)는 미국 시카고에 있는 마천루이다. 1969년 완공되었으며, 지상 100층으로 완공 당시 미국에서 두 번째로 높은 빌딩이었으며, 시카고에서는 제일 높았던 빌딩이다. 이후 1974년 시어스 타워 (현 윌리스 타워)가 442m로 건설되면서 지금은 시카고에서 세 번째로 높은 빌딩이다. 정식적인 높이는 344m이지만 두 개의 안테나의 높이를 합하면 457m에 달한다. 시카고 시민들 사이에는 빅 존(Big John)이라는 애칭이 있다.
2018년에는 새로운 명칭인 875 노스 미시간 애비뉴가 있다.

## 건물 구조
기둥과 외곽보 및 대각선 교차가새로 구성되며 모든 구조체가 일체로 거동하도록 외부 튜브를 형성하고 있다. 바람과 같은 수평하중이 작용하게 되면, 건물의 측면에 설치된 대각선 가새를 통하여 건물의 정면과 후면에 설치된 대각선 가새로 전달될 수 있도록 모서리 동일지점에서 대각선 가새를 교차시켜야했다.

## 건물 용도
존 핸콕 센터는 사무용과 거주용으로 설계된 레지던스 빌딩으로, 1층부터 93층까지는 사무실과 컨벤션센터, 고급 주상복합 아파트가 자리잡고 있으며, 94층에는 전망대, 96층에는 시그니처룸 등이 존재한다.
| 층수   | 용도                   |
| ------ | ---------------------- |
| 97~100 | 기계실, 창고           |
| 95~96  | 레스토랑, 시그니처룸   |
| 94     | 전망대                 |
| 93     | 기계실                 |
| 45~92  | 초고급 주상복합 아파트 |
| 44     | 실내 수영장            |
| 42~43  | 기계실                 |
| 13~41  | 오피스                 |
| 1~12   | 로비, 컨밴션 센터      |
| B3~B1  | 지하주차장             |

## 사건 및 사고
2018년 11월 16일 자정에 고속 엘리베이터의 와이어가 끊어지면서 당시 타고 있었던 승객 6명이 타고 있던 엘리베이터는 수직낙하하여 95층에서 11층과 12층 사이에서 멈췄다. 다행히 인명피해 없이 모두 무사한 것으로 알려졌다.

## 같이 보기
- 마천루 목록
- 엠파이어 스테이트 빌딩
- 100층 이상의 마천루 목록